# Notothylas kashyapii
Notothylas kashyapii là một loài rêu trong họ Notothyladaceae. Loài này được D.K. Singh mô tả khoa học đầu tiên năm 2000.